# Louisa Nécib
Louisa Nécib Cadamuro (Marsiglia, 23 gennaio 1987) è un'ex calciatrice francese, di ruolo centrocampista o ala.

## Caratteristiche tecniche
Louisa Nécib giocava principalmente come centrocampista offensivo o ala sinistra. Dotata di grande tecnica individuale, veniva spesso paragonata al connazionale Zinédine Zidane sia per le capacità di gioco sia per le origini algerine.

## Carriera

### Club
Louisa Nécib inizia a giocare all'età di 13 anni, iniziando nelle giovanili delle società della città natale, dal 2000 al 2002 nell'US Marseille per passare al Celtic de Marseille rimanendo fino al 2004.
Le qualità espresse nel gioco attirarono l'attenzione degli osservatori della Federazione francese (FFF) che le proposero di entrare al Centre technique national Fernand Sastre, accademia del calcio federale situata a Clairefontaine-en-Yvelines. Nécib accetta e la FFF investe due anni, dal 2004 al 2006, per istruire l'atleta e migliorare le sue già rilevanti doti tecniche.
Nel 2006, all'età di 19 anni, decide di trasferirsi al Montpellier, società dell'omonima città capoluogo della regione della Linguadoca-Rossiglione, con cui rimane una sola stagione conquistando la sua prima Coppa di Francia e congedandosi con 11 gol su 20 presenze in campionato.
Nell'estate 2007 sottoscrive un contratto con l'Olympique Lyonnais, società femminile con sede a Lione, con la quale rimane ai vertici della Division 1 Féminine, il massimo livello del campionato francese femminile di calcio e delle competizioni internazionali, la UEFA Women's Cup divenuta UEFA Women's Champions League dalla stagione 2009-2010.

## Palmarès

### Club

#### Competizioni nazionali
- Campionato francese: 9

Olympique Lione: 2007-2008, 2008-2009, 2009-2010, 2010-2011, 2011-2012, 2012-2013, 2013-2014, 2014-2015, 2015-2016
- Coppa di Francia: 8

Montpellier: 2006-2007
Olympique Lione: 2007-2008, 2007-2008, 2011-2012, 2012-2013, 2013-2014, 2014-2015, 2015-2016

#### Competizioni internazionali
- Women's Champions League: 3

Olympique Lione: 2010-2011, 2011-2012, 2015-2016
- Mondiale per club: 1

Olympique Lione: 2012

### Nazionale

#### Nazionali giovanili
- Campionato d'Europa under 19: 1

2003

#### Nazionale maggiore
- Cyprus Cup: 2

2012, 2014